# Greckokatolicki dekanat starosamborski
Dekanat Stary Sambor – jeden z dwudziestu dekanatów w eparchii samborsko-drohodyckiej na Ukrainie.

## Historia
W 1827 roku dziekanem dekanatu był ks. Antoni Rewakowicz. W dekanacie było 31 263 wiernych w 30 parochiach:
Busowisko, Bystrzyca, Bilicz, Hołowsko, Isaje, Jawora Górna, Jasienica Zamkowa, Jasionka Masiowa, Lenina Mała, Lenina Wielka, Łastowki, Ławrów, Łopuszanka Chomina, Potok Wielki, Smolna, Sprynia, Stary Sambor, Straszewice, Stronna, Strzelbice, Strzyłki, Suszyca Rykowa, Świdnik, Terszów, Topolnica, Turze, Wołosianka, Wołoszynowa, Załokieć, Zwor. 
W 1938 roku dziekanem dekanatu był ks. Iwan Szpital. W dekanacie było 22 530 wiernych w 16 parofiach:
Bilicz Dolny, Bilicz Górny, 
Jasienica Zamkowa, Lenina Mała, Lenina Wielka, Ławrów, Łopuszanka Chomina, Łużek Górny, Potok Wielki, Stary Sambor, Straszewice, Strzelbice, Strzyłki, Suszyca Rykowa, Terszów, Wołoszynowa. 

## Stan obecny
W 2014 roku na terenie dekanatu było 46 miejscowości, 14 parafii, 14 duchownych, 35 473 wiernych (62 cerkwie):
- grekokatolicy – 15 606 (37 cerkwi)
- ukraińsko-prawosławni – 13 997 (17 cerkwi)
- moskiewsko-prawosławni – 860 (2 cerkwie)
- prawosławie autokefaliczne (1989–2018) – 4 755 (6 cerkwi)
- rzymskokatolicy – 20 (1 kościół)
- inne wyznania – 235[3]